# Beloussovo
Beloussovo (en russe : Белоусово) est une ville de l'oblast de Kalouga, en Russie. Sa population s'élevait à 8 415 habitants en 2013.

## Géographie
Beloussovo est arrosée par la rivière Dyrotchnoï, un affluent de la Protva, dans le bassin de l'Oka. Elle se trouve à la périphérie sud-est de la cité scientifique d'Obninsk, spécialisée depuis les années 1950 dans la recherche nucléaire.
Beloussovo est située à 65 km au nord-est de Kalouga et à 96 km au sud-ouest de Moscou.

## Histoire
Beloussovo accéda en 1962 au statut de commune urbaine et en 2004 à celui de ville. Elle est divisée en trois microraïons (quartiers) : Gorka, Ptitchka et Beloussovo.

## Population
Recensements (*) ou estimations de la population
| 1970* | 1979* | 1989*  | 2002* |
| ----- | ----- | ------ | ----- |
| 5 990 | 7 319 | 11 886 | 8 515 |

| 2010* | 2012  | 2013  | 2014 |
| ----- | ----- | ----- | ---- |
| 8 827 | 8 354 | 8 415 | -    |

## Transports
Beloussovo se trouve à 104 km du centre de Moscou par la route A101.